# آرت‌پاپ (آلبوم)
آرت‌پاپ (انگلیسی: Artpop) سومین آلبوم استودیویی لیدی گاگا خواننده آمریکایی است. این آلبوم در ۶ نوامبر ۲۰۱۳ به‌وسیلهٔ استریم‌لاین و اینترسکوپ رکوردز منتشر شد. گاگا برنامهٔ توسعهٔ این پروژه را در سال ۲۰۱۱، مدت کوتاهی پس از افتتاح دومین کار خود، اینگونه زاده شده‌ام، آغاز کرد. کار بر روی این آلبوم تا سال ۲۰۱۳ ادامه داشت. گاگا آن زمان در حال برگزاری تور بورن دیس وی بال بود و به دلیل جراحتی که در طول تور متحمل شده بود، تحت عمل جراحی قرار گرفت و در حال بهبودی بود. گاگا آرت‌پاپ را «یک جشن و یک سفر موسیقایی شاعرانه» توصیف کرد. در مقایسه با سبک تاریک‌تر و سرودآمیز اینگونه زاده شده‌ام، آرت‌پاپ آگاهانه «فقدان بلوغ و مسئولیت» را به تصویر می‌کشد.
گاگا با تهیه‌کنندگان مختلفی از جمله دی‌جی وایت شدو، زد و مادین همکاری کرد. از نظر موسیقایی، آرت‌پاپ آلبومی ئی‌دی‌ام و سینث-پاپ است که در میان ژانرهای دیگر، تأثیراتی از آراندبی، تکنو، اینداستریال و دابستپ را در خود دارد. مضامین آلبوم حول دیدگاه‌های شخصی گاگا در مورد شهرت، رابطه جنسی و توان‌یابی خود می‌چرخد. منابع الهام شامل اسطوره‌شناسی یونانی و رومی می‌شوند. همچنین در این آلبوم هنرمندان مهمانی شامل تی.آی. و آر. کلی حضور دارند. در سال ۲۰۱۹ و در واکنش به مدارکی که سوءاستفادهٔ جنسی انجام‌شده توسط کلی را مطرح می‌کرد، ترانهٔ «هر کاری می‌خواهی بکن» با حضور کلی از تمام نسخه‌های پخش آنلاین و نسخه‌های فیزیکی جدید آلبوم حذف شد.
مقدمهٔ آرت‌پاپ یک مهمانی دو روزه برای انتشار آلبوم به نام آرت‌ریو بود. منتقدان موسیقی به‌طور کلی نقدهای متفاوتی به این آلبوم دادند، اگرچه در چندین فهرست پایان سال از برترین آلبوم‌ها گنجانده شد و از زمان انتشارش نقدهای مثبتی را از سوی منتقدان و نشریات به دست آورد. این آلبوم با فروش ۲۵۸٬۰۰۰ نسخه در هفته نخست به صدر بیلبورد ۲۰۰ ایالات متحده رسید. همچنین در اتریش، کرواسی، ژاپن، مکزیک، اسکاتلند و بریتانیا در صدر جدول قرار گرفت، در حالی که در بسیاری از کشورها از جمله استرالیا، کانادا، فرانسه، آلمان، ایتالیا، نیوزیلند، اسپانیا و سوئیس در بین پنج عنوان برتر جدول بود. طبق اعلام فدراسیون بین‌المللی صنعت فونوگرافی، آرت‌پاپ نهمین آلبوم پرفروش جهان در سال ۲۰۱۳ بود و ۲٫۳ میلیون نسخه در سراسر جهان فروش داشت. با وجود این، برخی این آلبوم را در مقایسه با آلبوم‌های پیشین گاگا یک شکست تجاری می‌دانستند.
«تشویق» به‌عنوان تک‌آهنگ آغازین آرت‌پاپ در ۱۲ اوت ۲۰۱۳ منتشر شد و با موفقیت هنری و تجاری روبه‌رو شد، در بیش از ۲۰ کشور جهان در میان ده عنوان برتر جدول قرار گرفت و به رتبه چهارم جدول بیلبورد هات ۱۰۰ ایالات متحده رسید. دومین تک‌آهنگ، «هر کاری می‌خواهی بکن» در ۲۱ اکتبر در دسترس قرار گرفت و در ایالات متحده به رتبهٔ ۱۳ رسید. اندکی پیش از انتشار آلبوم، تک‌آهنگ‌های تبلیغاتی «ونوس» و «مخدر» پخش شدند. «جی.یو.وای.» سومین و آخرین تک‌آهنگ منتشر شده از این آلبوم بود. گاگا این آلبوم را با حضور در برنامه‌های تلویزیون شامل ویژه‌برنامهٔ روز شکرگزاری تبلیغ کرد. پس از یک اقامت کوتاه در سالن رقص بال‌روم، او چهارمین تور کنسرت اصلی خود با نام آرت‌ریو: آرت‌پاپ بال را برگزار کرد.

## لیست ترانه‌ها
| شماره | نام                   | مدت  |
| ----- | --------------------- | ---- |
| ۱.    | «هاله»                | ۳:۵۰ |
| ۲.    | «ونوس»                | ۴:۲۰ |
| ۳.    | «جی.یو.وای»           | ۴:۵۳ |
| ۴.    | «رویاهای سکس»         | ۴:۰۰ |
| ۵.    | «جواهرات و مواد مخدر» | ۶:۴۳ |
| ۶.    | «مانیکور»             | ۳:۵۷ |
| ۷.    | «هرکاری می‌خواهی بکن»  | ۴:۲۵ |
| ۸.    | «آرت پاپ»             | ۴:۵۰ |
| ۹.    | «خوکی»                | ۵:۵۲ |
| ۱۰.   | «دناتلا»              | ۳:۳۷ |
| ۱۱.   | «مُد»                  | ۵:۰۲ |
| ۱۲.   | «مری جین از هلند»     | ۴:۰۲ |
| ۱۳.   | «مخدر»                | ۶:۰۷ |
| ۱۴.   | «کولی»                | ۵:۱۷ |
| ۱۵.   | «تشویق»               | nil  |

.

## تک‌آهنگ‌ها

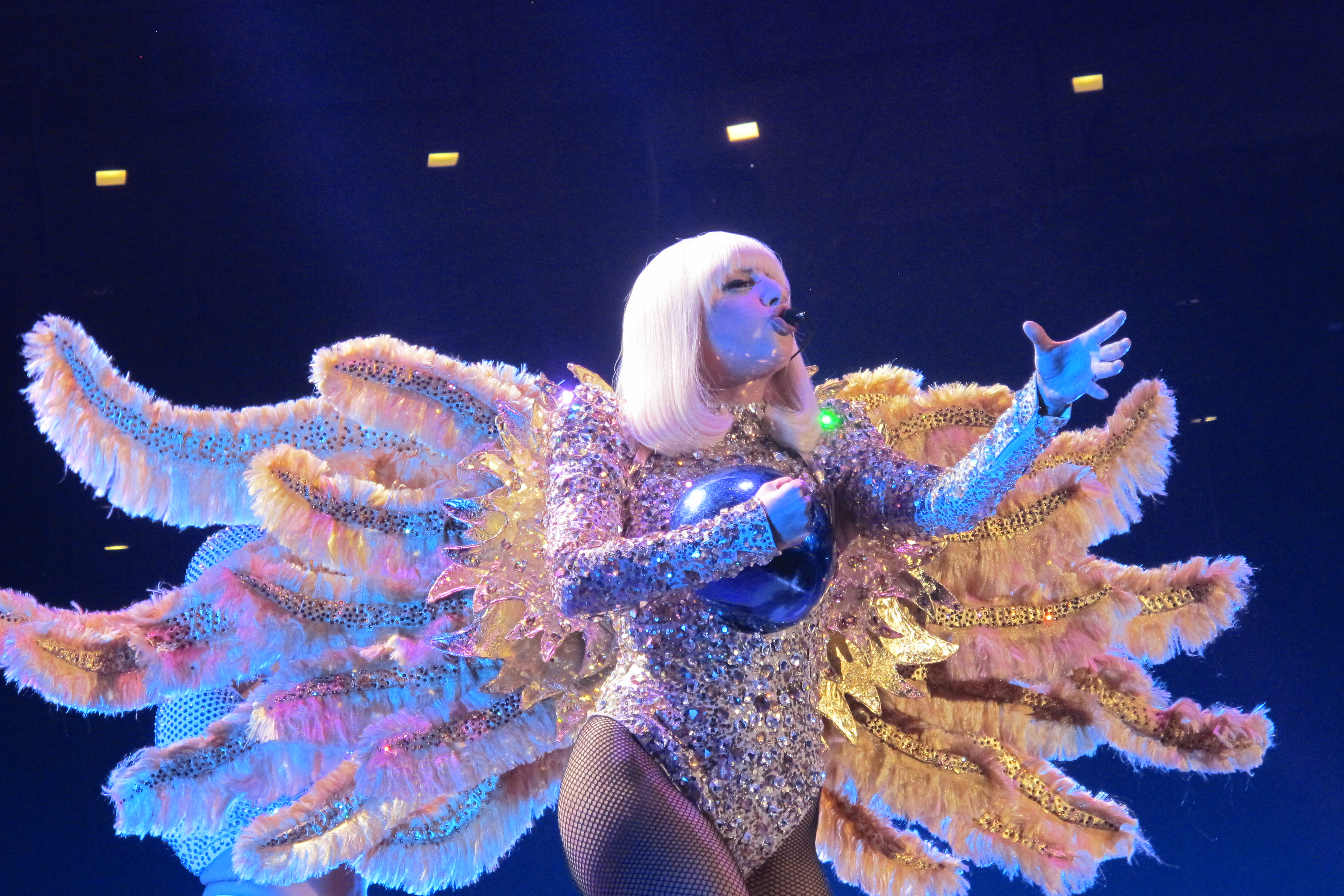
اجرای آهنگ های آلبوم آرت پاپ در تور

تشویق اولین تک‌آهنگ این آلبوم بود که در نوزدهم ماه اوت عرضه شد و در اولین هفته فروش خود توانست به رتبه ۴ جدول پرفروش‌ترین ترانه‌های آمریکا صعود کند. تشویق در پنج کشور شامل لبنان، کره جنوبی و اسپانیا به صدر جدول رسید و از سوی دیگر توانست در بیش از ۲۰ کشور در ده ترانه برتر هفته قرار گیرد.
کاری که دوست داری بکن دومین تک‌آهنگ آرتپاپ بود که ویدئو آن هیچ‌وقت عرضه نشد. با این حال توانست در بازار آمریکا، بیش از یک میلیون نسخه فروش کند و به رتبه ۱۳ جدول هفتگی آمریکا برسد.
جی یو وای در ۲۸ مارس سال ۲۰۱۴ عرضه شد و به خاطر سازگار نبودنش با رادیو، نتوانست فروش خوبی از خود به جا بگذارد و توانست در رتبه ۷۶ جدول برترین آهنگ‌های هفته آمریکا قرار بگیرد.